# اندروشت
اندروشت (به لاتین: Andarvasht) یک تقسیمات کشوری در تاجیکستان است که در ولایت سغد واقع شده‌است. اندروشت ۱۵۱ نفر جمعیت دارد.